# Хрустальный дворец (балет)
«Хрустальный дворец» (фр. Palais de Cristal) — одноактный бессюжетный балет Джорджа Баланчина, поставленный на музыку Первой симфонии Жоржа Бизе (1855). Премьера состоялась 28 июля 1947 года в Париже, на сцене театра Гранд-опера. Оформление балета было выполнено по эскизам художницы Леонор Фини, оркестром управлял дирижёр Роже Дезормьер. Главные партии исполняли солисты балета парижской Оперы Лисетт Дарсонваль и Александр Калюжный, Тамара Туманова и Роже Ритц, Мишлен Барден и Мишель Рено, Мадлен Лафон и Макс Боццони.
Симфония № 1 была написана 17-летним Жоржем Бизе в 1855 году, когда будущий знаменитый композитор учился на курсе Шарля Гуно в Парижской консерватории. Эта юношеская симфония долгое время была утеряна, и даже биографы композитора не знали о её существовании. Партитура была обнаружена в архиве консерватории музыковедом Жаном Шантавуаном лишь в 1933 году. Симфония была впервые исполнена в 1935 году в Базеле оркестром под управлением Феликса Вайнгартнера, и тогда же впервые опубликована, — о чём Баланчин узнал от своего друга и постоянного сотрудника Игоря Стравинского.
Балет, согласно структуре симфонии, состоял из четырёх частей и был рассчитан на 4 пары солистов. Перекликаясь с па-де-катром камней из III акта «Спящей красавицы» Мариуса Петипа, каждая часть олицетворяла собой определённый драгоценный камень. Двадцать лет спустя, в 1967 году, Баланчин использовал эту же идею для своего балета «Драгоценности», где три акта — «Изумруды», «Рубины» и «Бриллианты» — демонстрировали разные аспекты классического танца.
Вернувшись в Америку, в 1948 году Баланчин создал новую редакцию спектакля для своей труппы «Балетное общество». При этом он отказался от цветных костюмов в пользу монохромных, название «Хрустальный дворец» было заменено на лаконичное Symphony in C («Симфония до мажор»). При схожей структуре, хореографический текст обоих балетов довольно сильно отличается, так как Баланчин не помнил наизусть конкретные связки и движения, придуманные им во Франции, и отдельные фрагменты хореографии ему пришлось сочинять практически заново.
В 1950 году хореограф переставил этот балет для своей труппы Нью-Йорк Сити балет.